# Adolf Heyduk
Adolf Heyduk, född 6 juni 1835, död 6 februari 1923, var en tjeckisk diktare.
Heyduk var en senromantiker av naivt och milt kynne med något epigonartad stil även i sina bättre skapelser. Han gav sina främsta bidrag inom lyriken, där han anslöt sig till folkvisan. Bland Heyduk talrika diktsaminar märks Skogsblommor (1873) och Bortblåsta blad (1886). Hans många versberättelser med motiv ur folklivet ger uttryck åt en hänförd naturkänsla. Mindre framgång hade han med sina försök att skildra tjeckernas tragiska öde under 30-åriga kriget.